# SOK (motorfiets)

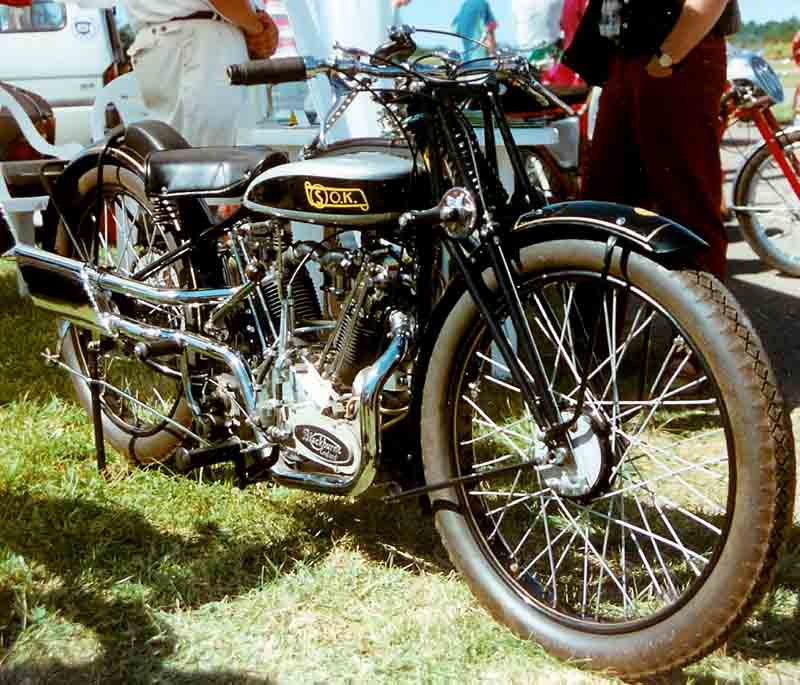
SOK Blackburne 700 cc uit 1923

SOK is een historisch merk van motorfietsen
De bedrijfsnaam was Fredrik von Malmborg, Norrköping.
Het is een Zweeds merk dat van 1923 tot 1928 één model met een eigen 346 cc eencilinder-kopklepmotor bouwde, maar ook modellen met een Blackburne-motorblok in zijn assortiment had.